# Polynoe abyssicola
Polynoe abyssicola är en ringmaskart som beskrevs av Sars 1869. Polynoe abyssicola ingår i släktet Polynoe och familjen Polynoidae. Inga underarter finns listade i Catalogue of Life.